# Џастин Холидеј
Џастин Аларик Холидеј (енгл. Justin Alaric Holiday; Мишон Хилс, Калифорнија, 5. април 1989) амерички је кошаркаш. Игра на позицијама бека и крила, а тренутно наступа за Виртус из Болоње.

## Каријера
Након завршене средње школе у Калифорнији наступао је за колеџ екипу у Вашингтону. Сваке сезоне је побољшавао свој индивидуални учинак да би у сениорској сезони просечно бележио 10,5 поена, 5,2 скокова, 2,1 асистенцију и 1,2 украдену лопту на 35 утакмица.

### Професионална каријера
С обзиром да није драфтован до НБА лиге је морао да иде заобилазним путем. Прво је заиграо у Белгији за екипу Окапија, са којом осваја национални куп Белгије. након тога добија прилику да игра у Филаделфији у којој је забележио скроман учинак на свега девет утакмица. Након тога поново се враћа у Европу, а овога пута у Мађарску у екипу Солнока са којом је играо и Јадранску лигу. Са Солноком је освојио дуплу круну у Мађарској.

### Голден Стејт вориорси
Након тога добија прилику у развојном тиму Голден Стејта, после чега је играо и летњу лигу. Дана 8. септембра 2014. године потписује са Голден Стејтом уговор, након чега је једном враћен у развојни тим Санта Круз па опозван. Након тога је одиграо читаву сезону са првим тимом.13. марта 2015. године у победи Вориорса над Денвером постигао је рекордних 23 поена Са тимом успева да се домогне и шампионског прстена, победом над екипом Кливленда у финалу НБА лиге.

### Атланта хокси
Дана 9. јула 2015. године потписује вишегодишњи уговор са екипом Атланте.

## Успеси

### Клупски
- Голден Стејт вориорси:
  - НБА (1): 2014/15.
- Окапи Алстар:
  - Куп Белгије (1): 2012.
- Солнок Олај:
  - Првенство Мађарске (1): 2013/14.
  - Куп Мађарске (1): 2014.

## НБА статистика
| † | означава сезону када осваја НБА титулу |

#### Просечно по утакмици
| Сезона    | Екипа        | ОУ | СУ | МПУ  | ПШ%  | 3П%  | СБ%  | СПУ | АПУ | УПУ | БПУ | ППУ |
| --------- | ------------ | -- | -- | ---- | ---- | ---- | ---- | --- | --- | --- | --- | --- |
| 2012/13.  | Филаделфија  | 9  | 0  | 15.8 | .333 | .250 | .750 | 1.6 | 1.7 | .3  | .7  | 4.7 |
| 2014/15.† | Голден Стејт | 59 | 4  | 11.1 | .387 | .321 | .822 | 1.2 | .8  | .7  | .2  | 4.3 |
| Каријера  | Каријера     | 68 | 4  | 11.8 | .378 | .312 | .811 | 1.3 | .9  | .6  | .3  | 4.4 |

#### Плеј-оф
| Сезона   | Екипа        | ОУ | СУ | МПУ | ПШ%  | 3П%   | СБ%  | СПУ | АПУ | УПУ | БПУ | ППУ |
| -------- | ------------ | -- | -- | --- | ---- | ----- | ---- | --- | --- | --- | --- | --- |
| 2015†    | Голден Стејт | 5  | 0  | 2.2 | .500 | 1.000 | .000 | .2  | .2  | .0  | .0  | .6  |
| Каријера | Каријера     | 5  | 0  | 2.2 | .500 | 1.000 | .000 | .2  | .2  | .0  | .0  | .6  |